# 70
70 (LXX) je bilo navadno leto, ki se je po julijanskem koledarju začelo na ponedeljek.

## Dogodki
- judovski upor proti Rimljanov v sveti deželi; Rimljani zatrejo upor in porušijo Jeruzalem.

## Rojstva
- - Menelaj Aleksandrijski, grški astronom, matematik (približni datum) († okoli 140)